# Nationalpark Vadehavet
Nationalpark Vadehavet är en nationalpark i Danmark. Den fick sitt namn 17 januari 2008 och inrättades 2010. Nationalparken täcker den danska delen av Vadehavet från Hobukten till tyska gränsen, och består av öarna Fanø, Mandø och Rømø samt Skallingen, Varde Å och sumpmarkerna Tjæreborgmarsken, Ribemarsken, Margrethekogen och De ydre diger i Tøndermarsken. 
Vadehavet är känt för de miljontals flyttfåglar som passerar Vadehavet två gånger om året. Här finns också ett stort antal ungfåglar, fisk och marint djurliv samt ett habitat för fler än 500 djur- och växtarter, där ett antal bara finns här.
Området har flera Natura 2000-områden: fågelreservat, vildmarksreservat samt Ramsarområden.